# Trévans
Trévans est une localité d'Estoublon et une ancienne commune française, située dans le département des Alpes-de-Haute-Provence en région Provence-Alpes-Côte d'Azur.
Elle est rattachée en 1973 à la commune d’Estoublon et se situe dans le massif du Montdenier.

## Géographie
La commune avait une superficie de 14,84 km2

## Histoire
Le nom de Trévans apparaît pour la première fois dans les chartes en 1157. Une abbaye, nommée Saint-André-du-Désert, y est construite au XIIIe, devient un prieuré, puis est dévolue aux carmes. Elle est plusieurs fois prise d’assaut lors des guerres de religion, et finalement abandonnée en 1575, date à laquelle les Carmes s'installent à Estoublon, village très proche. Ils y resteront jusqu'à la Révolution.
Par arrêté préfectoral du 13 avril 1973, la commune de Trévans est rattachée, le 15 avril 1973 à la commune d'Estoublon.
Le village est actuellement laissé à l'abandon.

## Administration
L'élection du maire est la grande innovation de la Révolution de 1789. De 1790 à 1795, les maires sont élus au suffrage censitaire pour deux ans. De 1795 à 1800, il n’y a pas de maires, la commune se contente de désigner un agent municipal qui est délégué à la municipalité de canton.
En 1799-1800, le Consulat revient sur l'élection des maires, qui sont désormais nommés par le pouvoir central. Ce système est conservé par les régimes suivants, à l'exception de la Deuxième République (1848-1851). Après avoir conservé le système autoritaire, la Troisième République libéralise par la loi du 5 avril 1884 l'administration des communes : le conseil municipal, élu au suffrage universel, élit le maire en son sein.
| Période      | Période   | Identité          | Étiquette | Qualité |
| ------------ | --------- | ----------------- | --------- | ------- |
| 1872         | 1875      | Hypolite Bec      |           |         |
| 1876         | juin 1900 | Joseph Bondil     |           |         |
| juillet 1900 | 19        |                   |           |         |
| 1900         |           | Victorin Pelestor |           |         |

## Démographie
L’histoire démographique de Trévans est marquée par une période d’« étale » où la population reste relativement stable à un niveau élevé, qui dure de 1811 à 1856. L’exode rural provoque ensuite un mouvement de recul démographique rapide et de longue durée : dès 1886, la commune a perdu plus de la moitié de sa population par rapport au maximum historique de 1831. Le mouvement de baisse ne s'interrompant pas, la commune est rattachée à sa voisine Estoublon.
Ce tableau et cette courbe présentent l’évolution démographique de Trévans de la Révolution française à la disparition de la commune.
| 1793 | 1800 | 1806 | 1821 | 1831 | 1836 | 1841 | 1846 | 1851 |
| ---- | ---- | ---- | ---- | ---- | ---- | ---- | ---- | ---- |
| 146  | 135  | 104  | 141  | 160  | 135  | 140  | 136  | 118  |

| 1856 | 1861 | 1866 | 1872 | 1876 | 1881 | 1886 | 1891 | 1896 |
| ---- | ---- | ---- | ---- | ---- | ---- | ---- | ---- | ---- |
| 120  | 99   | 112  | 89   | 88   | 85   | 76   | 62   | 61   |

| 1901 | 1906 | 1911 | 1921 | 1926 | 1931 | 1936 | 1946 | 1954 |
| ---- | ---- | ---- | ---- | ---- | ---- | ---- | ---- | ---- |
| 52   | 50   | 39   | 34   | 24   | 19   | 7    | 11   | 21   |

| 1962 | 1968 | - | - | - | - | - | - | - |
| ---- | ---- | - | - | - | - | - | - | - |
| 4    | 1    | - | - | - | - | - | - | - |

Histogramme

(élaboration graphique par Wikipédia)

## Culture et patrimoine

### Lieux et monuments
- Gorges de Trévans (profondes de 200 m).
- ruines du village de Trévans
- au sud de Trévans, château fort, en ruines
- chapelle et tour Saint-André, surplombant les gorges de Trévans, en ruines. Elles appartenaient à un monastère où les protestants se sont réfugiés durant les guerres de religion, et détruit par précaution par les catholiques en août 1575[4].